# 왕실교사 하이네
《왕실교사 하이네》(王室教師ハイネ)는 아카이 히가사가 스퀘어 에닉스의 월간 G 판타지에서 연재되었다.
TV 애니메이션화는 2017년 4월부터 6월까지 방영되었다.

## 스토리
왕자님 전속 가정교사 ‘왕실교사’를 맡게 된 하이네. 가르칠 4명의 왕자는 개성이 너무 넘쳐나, 안하무인 격이다. 작은 체구에 귀엽게 생긴 외모의 하이네를 왕자들은 대번에 무시하지만, 이성적이고 핵심을 찌르는 하이네의 언변과 추진력에 조금씩 감화돼 간다. 골치 아픈 4명의 왕자들과 진지하게 대면하며 함께 공부하고, 함께 걸어가고, 함께 성장하는 왕실 코미디.